# Joaçaba
Joaçaba là một đô thị thuộc bang Santa Catarina, Brasil. Đô thị này có diện tích 232,354 km², dân số năm 2007 là 24435 người, mật độ 105,2 người/km².